# 平井三男

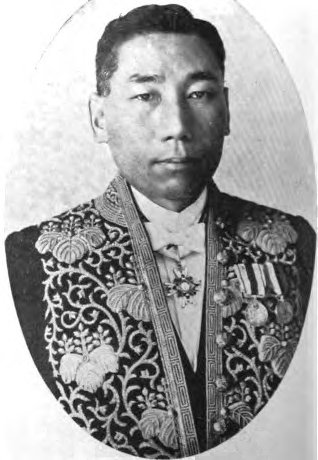
平井 三男

平井 三男（ひらい みつお、1884年（明治17年）1月26日 - 1945年（昭和20年）3月24日）は、日本の朝鮮総督府・内務官僚。民政党系官選県知事。

## 経歴
熊本市四軒町において士族・平井太郎八とシゲ（前田案山子の長女）の三男として生まれる。第五高等学校を首席で卒業。1909年、東京帝国大学法科大学政治学科を卒業し大学院に進む。1910年11月、文官高等試験行政科試験に合格。朝鮮総督府に入り同府警部となる。
以後、総督府道事務官、全羅北道財務部長、総督府事務官、度司部司税局専売課長、仁川税関長、平安南道内務部長兼特殊財産管理局事務官、朝鮮総督府殖産局商工課長、同学務局学務課長兼鉄道局理事、京城法学専門学校校長などを歴任。
1929年7月、濱口内閣が成立し青森県知事に就任した。同年8月1日から既定どおり林檎県営検査を実施するが、予算不足により同月19日に廃止を決定し、そのため県内各地で反対集会が開かれる事態となった。
1930年8月、山口県知事に転任。失業対策、青年の活動促進に取り組んだ。1931年12月18日に知事を休職。1932年1月29日、依願免本官となり退官した。
その後、戦時中に陸軍省専任嘱託などを務めたが病のため死去した。

## 著作
- 『世界より朝鮮へ』岩佐重一、1927年。
- 池田秀雄との共著『朝鮮読本』松山房、1929年。